# Pivo plzeňského typu

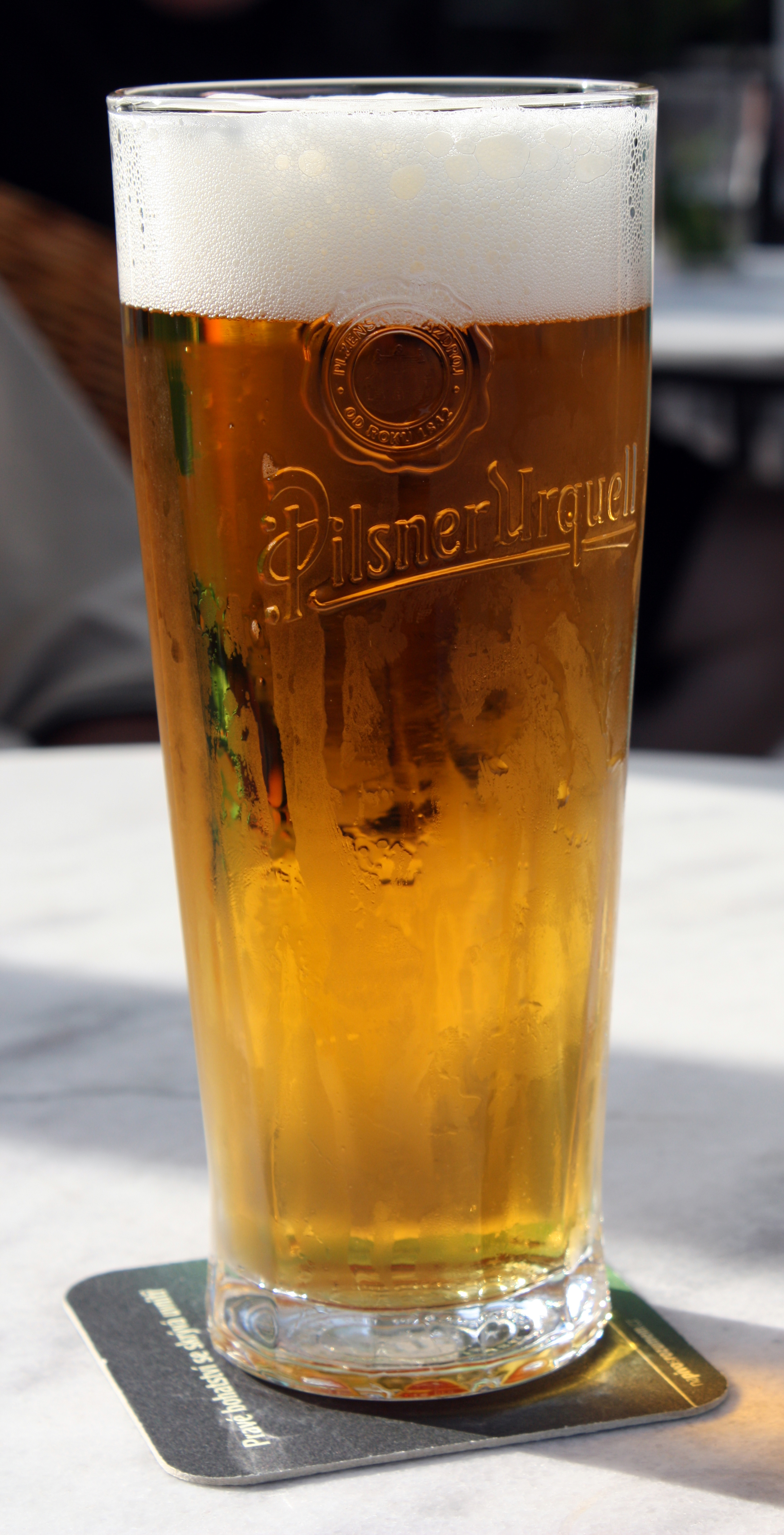
Plzeňský Prazdroj v originálních sklenicích.

Jako pivo plzeňského typu se označuje světlé spodně kvašené pivo vařené dle plzeňské receptury. Pivovarské kvasinky plzeňského piva vznikly jako hybrid kvasinek Saccharomyces cerevisiae před 500 lety. Od ostatních ležáků se liší především výraznější chmelovou chutí.

## Historie

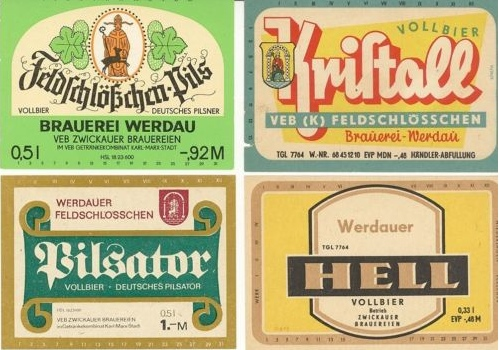
Příklady německých pilsenerů

V 16. století byl vydán v českých zemích zákon o čistotě vaření piva.
V roce 1839 rozhodla plzeňská městská rada o založení pivovaru, vznikl tak Měšťanský pivovar Plzeň. Protože se v něm mělo vařit pivo bavorského typu, byl jako sládek najat vyhlášený bavorský odborník Josef Groll z Vilshofenu (1813–1887). Ten ovšem nepočítal se specifiky místních surovin (měkká plzeňská voda, žatecký chmel, světlejší slad připravovaný anglickou technologií), a tak jako první várku 5. října 1842 vyrobil pivo zcela originální, jasné a zlatavé barvy. Sklidil s ním značný úspěch a receptura se velmi rychle ujala.
Industrializace a s tím související rozvoj dopravy v 19. století významně napomohl rozšíření plzeňského piva. V roce 1853 se točilo již v 35 pražských hostincích, v roce 1856 se dostalo do Vídně a roku 1862 bylo možno napít se jej až v Paříži. Obchodní úspěch vedl k vytvoření ochranné známky Pilsner Bier (Plzeňské pivo), registrované 1. března 1859 u Obchodní a živnostenské komory v Plzni, a později v roce 1898 Prazdroj – Urquell (dnes Pilsner Urquell).
Ani ochranná známka však nezabránila, aby se jiní nesnažili zneužít věhlasu plzeňského piva. Precedentní je případ sládka Haase z Reibachu, který prodával ve Švýcarsku své pivo pod značkou Haas-Pilsner-Bier. Plzeňský pivovar jej v roce 1892 žaloval, ale curyšský soud rozhodl ve prospěch Haase s odůvodněním, že Pilsner je vlastně druh piva. Ve sporu s bitburským pivovarem roku 1908 bylo toto rozhodnutí potvrzeno soudem v Kolíně nad Rýnem, ten ale trval na jasném označení původu, a tak se dotyčné pivo dodnes jmenuje Bitburger Pils. Tím si plzeňské pivo definitivně vysloužilo oficiální uznání.

## Současnost
Pivo plzeňského typu si stále udržuje vysokou popularitu a vaří se nyní prakticky po celém světě. Pivovarnická asociace v současné době rozlišuje tři typy plzeňského piva:
- Plzeňské německého stylu: Pivo světlé slámové či zlaté barvy, dobře prochmelené až velmi hořké.
- Plzeňské českého stylu: Pivo zlaté, plné barvy, středně hořké, ale výrazného aroma.
- Plzeňské evropského stylu: Pivo sladké, málo prochmelené. Může být vyráběno i z jiného než ječného sladu.